# Florence Joy
Florence Joy Enns (* 16. Juli 1986 in Zeven als Florence Joy Büttner) ist eine deutsche Sängerin und Schauspielerin. Sie wurde 2004 durch ihren Sieg bei Star Search bekannt. Sie tritt heute fast ausschließlich in der christlichen Musikszene auf.

## Musikalische Karriere
Bereits mit vier Jahren begann ihre musikalische Laufbahn als Sängerin. In einem Kindermusical hatte sie ihren ersten Auftritt. Es folgten die Mitgliedschaft im lokalen Kirchenchor, diverse Produktionen für Kinder-CDs und mit 17 Jahren der Beitritt in einen Hamburger Gospelchor.
Sie wurde Anfang 2004 durch die Teilnahme an Star Search 2, einer Castingshow von Sat.1 bekannt. Hier konnte sie im Mai 2004 das Finale gegen ihre Mitbewerberin Stefanie Nerpel für sich entscheiden, was zu einem zweijährigen Plattenvertrag mit dem Label Universal Records führte. Das kurz darauf veröffentlichte Album Hope belegte Platz 39 der Hitparade, die Singles Consequence of Love und Without You (Stay) die Plätze 14 und 99. In Zusammenarbeit mit Francesca Lombardi erschien im Gütersloher Verlagshaus ihr Buch Hope – Ich möchte wahr und echt leben!. Sie synchronisierte die Rolle der 12-jährigen Klara in dem Zeichentrickfilm Nussknacker und Mausekönig und steuerte mit dem Titel Ja ich schaff das ein Lied zum Soundtrack des Films bei.
Sie tritt regelmäßig fast ausschließlich in der christlichen Musikszene auf. Unter diesen Veranstaltungen waren unter anderem Jesus on Air (2005), Calling All Nations (2006) und Treffpunkt Weltkirche (2006). Auf der Promikon 2005 wurde ihr der Preis für den besten Newcomer verliehen. Auch im Fernsehen trat sie einige Male in Sendungen auf, die fast alle in einem religiösen Kontext stehen, zum Beispiel bei Hour of Power auf VOX und beim ökumenischen Fernsehgottesdienst zum Auftakt zur Fußball-Weltmeisterschaft 2006, der vom ZDF übertragen wurde. Auch bei Bibel TV war sie in einigen Sendungen zu sehen. Sie war mehrfach beim Fernsehgottesdienst im ZDF als Sängerin dabei. Im März 2005 unterstützte sie auf der Bühne die Band Allee der Kosmonauten bei der deutschen Vorentscheidung zum Eurovision Song Contest.
Sie wirkte auf der CD Only One Word von Hanjo Gäbler, dem Album akustisch & live von Beatbetrieb und der deutschen Hillsong-CD Ruft zu dem Herrn 1 und 3 mit. Ihre Single House of Love wurde für die Veranstaltung JesusHouse 2007 geschrieben. Sie ist Mitglied der 2007 gegründeten Kölner Band Koenige & Priester, die drei Alben im Eigenvertrieb veröffentlicht hat.

## Privates
Seit 2008 ist sie mit Thomas Enns verheiratet, der 2007 bei Deutschland sucht den Superstar den sechsten Platz belegte. Sie sind Eltern von vier Kindern. Sie wirkte bei einer Kampagne der Geschenkaktion Weihnachten im Schuhkarton des Vereins Geschenke der Hoffnung mit weiteren Prominenten mit und initiierte gemeinsam mit ihrem Mann und dessen Bruder in Köln die überkonfessionellen B.A.S.E.-Jugendgottesdienste.

## Schauspielkarriere
In der Seifenoper Ahornallee, die vom April bis Juni 2007 bei RTL ausgestrahlt wurde, gab sie in der Rolle der Jasmin Keller ihr Debüt als Schauspielerin. Vom Februar bis April 2008 stand sie als Betti gemeinsam mit Tobias Künzel von den Prinzen im Musical Elixier auf der Bühne der Komödie Dresden.

## Diskografie

### Alben
- 2004: Hope

### Singles
- 2004: Consequence of Love
- 2004: Without You (Stay)
- 2007: House of Love

### Kollaborationen
- 1999: Komm knuddel mich! (Diddl & Freunde – Hallo, Sonnenschein!)
- 2002: Keep On (Joyful Gospel – Lord, We Will Lift Your Name Up High)
- 2004: The Voices (StarSearch2 – Don’t Dream It’s Over und The Sound of Silence, Auch wenn die Zeit vergeht und Nothing Can Stop Us Now)
- 2004: Nussknacker und Mausekönig (OST – Ja, ich schaff das und I Can Do It)
- 2005: Best of Jott-Eh-Es-Uh-Es (Volker & Esther Dymel)
- 2005: Mitmach-Songs aus Promiseland
- 2005: Happy Diddl-Days (Diddl & Friends – Happy Diddl-Days und Ich bin wie du)
- 2005: Christmas (Feiert Jesus! – Blessed Is the King und Frieden auf Erden)
- 2006: Only One Word (Hanjo Gäbler)
- 2006: Ruft zu dem Herrn
- 2006: Akustisch & Live (Beatbetrieb)
- 2006: Calling All Nations (You)
- 2007: Kirche goes Gospel 2 (Pit Mumssen)
- 2007: House of Love (JesusHouseband God Is Here, House of Love und Immer wieder)
- 2008: Elixier – Das Musical
- 2015: Koenige & Priester

## Filmografie
- 2004: Nussknacker und Mausekönig (Synchronstimme der Klara)
- 2007: Ahornallee (Fernsehserie)